# Olaf Deutschmann
Olaf Deutschmann (* 14. März 1912 in Hamburg; † 7. August 1989 in München) war ein deutscher Romanist, Hispanist und Sprachwissenschaftler.

## Leben und Werk
Nach dem Studium in Hamburg, Paris und Madrid promovierte Deutschmann 1938 in Hamburg bei Fritz Krüger mit Untersuchungen zum volkstümlichen Ausdruck der Mengenvorstellung (Hamburg 1938, 1953). Er verbrachte dann eine Zeit bei Mario Roques an der Pariser École pratique des hautes études, machte 1939 Staatsexamen in Latein, Französisch und Spanisch und ging in das Referendariat. Als Kritiker des Nationalsozialismus wurde er zur Zweiten Staatsprüfung nicht zugelassen und auch die Hochschullaufbahn war ihm verschlossen. Von 1940 bis 1945 tat er Kriegsdienst.
1945 wurde er Assistent am Romanischen Seminar in Hamburg und habilitierte sich 1947 mit Zum Adverb im Romanischen (Tübingen 1959). 1951 bekam er in Freiburg eine Diätendozentur, ging dann nach Saarbrücken auf eine Stelle als außerordentlicher Professor für spanische Sprache und Literatur und 1954 als außerordentlicher Professor für romanische Philologie an die Universität Freiburg. 1960 erhielt er einen Ruf nach Frankfurt, den er zugunsten einer Umwandlung seiner Stelle in eine ordentliche Professur für romanische Sprachwissenschaft ablehnte. 1969 trat er krankheitshalber vorzeitig in den Ruhestand, lehrte aber in den achtziger Jahren wieder in Freiburg als Honorarprofessor.
Sein Grab ist in Hamburg.
In seinem Buch "Lateinisch und Romanisch" (1971) legte Deutschmann dar, dass das in Rom gesprochene Umgangslatein, gemeinhin als Vulgärlatein abgewertet, gewisse Ähnlichkeiten mit dem heutigen Italienischen aufwies. Das klassische ciceronianische Latein war demnach eine Schriftsprache, wie sie in der Literatur und bei formellen Anlässen benützt wurde. Die heutigen romanischen Sprachen basieren also eher auf dem gesprochenen Umgangslatein als auf dem Latein der klassischen Autoren wie Cicero, Tacitus, Livius usw., wie es an den Schulen unterrichtet wird.

## Weitere Werke
- Lateinisch und Romanisch, München 1971
- Ungeschriebene Dichtung in Spanien, Frankfurt a. M. 1988
- Spanische Romanzen, Frankfurt a. M. 1989